# Кеномани

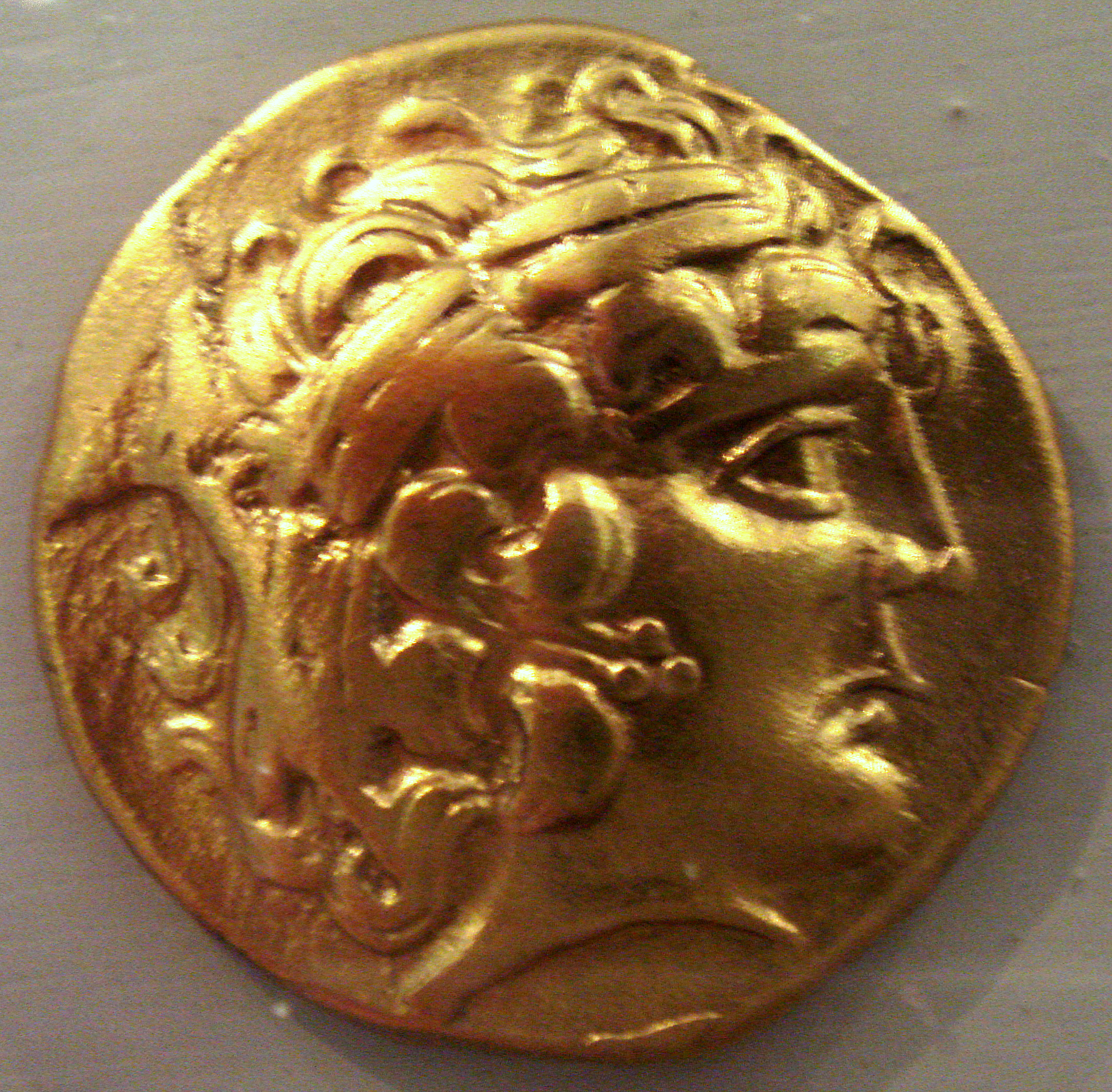
Золотий статер кеноманів, V‑I ст. до н. е.

Кеномани (лат. Cenomani; Aulerci Cenomani; Galli cenomani; грец. Κενομάνοι; Γονομάνοι) — кельтське плем'я, що початково жило в межиріччі Сени та Луари. Входили в групу племен авлерків.
За свідченнями Тита Лівія, на початку IV ст. до н. е. частина племені під проводом Елітовія перейшла Альпи і осіла у Цизальпійській Галлії. Також, Пліній Старший згадує свідчення Катона Старшого, що деякі з кеноманів оселились поруч з Вольками, в районі Массілії.
Деякі історики, слідом за Анрі де Жубенвілем, не схильні ототожнювати італійських кеноманів (Cenomni) і галльських (Cehomni). На цей момент це питання залишається дискусійним.

## У Трансальпійській Галлії

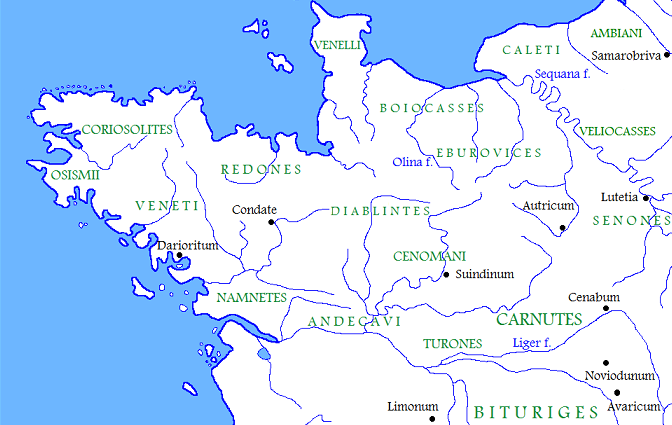
Кеномани серед галльских племен Арморики у
I ст. до н.е.

Античні автори вказують що авлерки кеномани жили між Сеною та Луарою, на захід від карнутів, маючи своїм головним містом Віндінум (лат. Vindinum також Suindinum, Subdinnum, згодом перейменований римлянами на Civitas Cenomanorum; в Notitia Dignitatum, за римською традицією іменування племінних центрів назвою племені, названий Cenomani). Цезар повідомляє, що кеномани надали 5000 вояків Верцингеториксу під час галльського повстання 52 року до н. е. По розгрому Верцингеторикса, разом з іншими галльськими племенами, були підкорені римлянами.

## У Цизальпійській Галлії

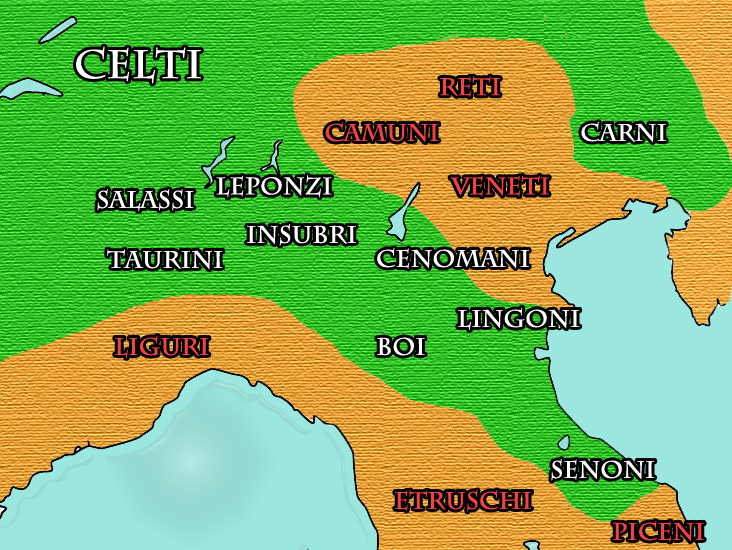
Кеномани серед племен Цизальпійської Галлії у 391—192 рр до. н. е.

Як пише Лівій, для першого походу галлів через Альпи Белловез набирав людей серед авлерків, до яких відносять і кеноманів. Самих кеноманів він згадує, як переселенців другої хвилі — веденої Елітовієм. Вони перейшли Альпи там же де і перша хвиля галлів — біля Турину, потіснивши місцеві племена етрусків на південь і зайнявши їх землі на північ від річки По, між інсубрами на заході, та венетами на сході. Вважається, що межами їм слугували притоки По: західною — Адда (за іншою версією — Ольо), а східною — Адідже. Античні автори вказують їх головними містами Брешію (лат. Brixia, ймовірно від гальськ. brica або briga — пагорб), Кремону, Верону, Берґамо та Мантую.
Цизальпійські кеномани відомі як одні з найвідданіших союзників римлян. Коли у 225 р. до н. е. інсубри та бойї рушили на Рим, кеномани, разом із венетами уклали союз із Римською республікою, і їхня об'єднана двадцятитисячна армія стала загрожувати інсубрам зі сходу, що сприяло перемозі римлян. Під час Другої Пунічної війни, коли Ганнібал, пройшовши Альпи, вдерся до північної Італії, кеномани єдині з гальських племен виступили на стороні римлян у битві при Требії. Однак після закінчення війни (200 до н.е.), вони разом з інсубрами та бойями, приєднались до армії Гамількара Пена, карфагенського полководця, що не признавав миру з Римом. Однак після поразки об'єднаних армій Гамількара від римських військ під проводом Гая Корнелія Цетега 197 року до н. е., вони знову присягають Риму. З цього часу вони зникають з історичної сцени, очевидно поступово асимілюючись із римлянами після отримання повноправного римського громадянства у 49 до н. е. разом з іншими галлами північної Італії.